# 976
Năm 976 là một năm trong lịch Julius.

## Mất
- Triệu Khuông Dẫn - Người sáng lập Nhà Tống(Trung Quốc)